# Карачаево-Черкесский институт гуманитарных исследований
Карачаево-Черкесский ордена «Знак Почёта» институт гуманитарных исследований имени Х. Х. Хапсирокова (КЧИГИ) — российская научно-исследовательский институт (НИИ) в Черкесске, Карачаево-Черкесия, ведущий свою историю от Карачаевского и Черкесского НИИ, основанных в 1932 году и объединённых в единый НИИ в 1957 году.

## История
10 мая 1931 года Всероссийский центральный исполнительный комитет принял постановление, которым обязал Северо-Кавказский крайисполком совместно с Народным комиссариатом просвещения РСФСР «обеспечить нормальную работу научно-исследовательских институтов во всех нацобластях». Во исполнение этого постановления в Карачаевской и Черкесской автономных областях были созданы местные НИИ.

### Довоенные НИИ
9 апреля 1932 года при культпропе Черкесского обкома партии была создана специальная комиссия по организации Черкесского научно-исследовательского института (ЧНИИ) в Черкесске. Комиссия утвердила проект создания ЧНИИ из 4 отделений — экономического (Бибиков), исторического (Дохова), языка и литературы (Гукемухов) и социально-бытового (Розина). 2 августа 1938 президиумом Черкесского облисполкома было утверждено положение о ЧНИИ, по которому штатный состав ЧНИИ составлял одного старшего и 4 младших научных работников.
26 мая 1932 года Карачаевский облисполком принял решение о создании Карачаевского научно-исследовательского института (КНИИ) в Микоян-Шахаре (ныне Карачаевск). Региональному руководству сначала не удалось обеспечить нормальное функционирование этого научного учреждения в силу жесткой зависимости от финансирования сверху и к концу 1933 года КНИИ прекратил свою деятельность. В сентябре 1936 года постановлением Карачаевского облисполкома был вновь создан КНИИ в составе отделения языка и письменности и отделения истории Карачая, при этом штатный состав КНИИ включал директора и двоих научных работников.
Первое время ЧНИИ и КНИИ занимались в первую очередь решением проблем народного хозяйства, поэтому их первые исследования были связаны с экономической тематикой, но вскоре они занялись языковыми вопросами.
ЧНИИ являлся единственным в СССР институтом, занимавшимся вопросами абазинского языка. Сотрудник ЧНИИ Т. З. Табулов создал в 1932 году абазинскую письменность на основе латиницы, а в 1938 году — и на основе кириллицы. В 1933 году ЧНИИ подготовил для введения абазинской письменности букварь, две грамматики и хрестоматию. В 1933—1936 годах Табулов издал самостоятельно и в соавторстве 9 букварей, учебников по абазинской грамматике, хрестоматий и книг для чтения после букваря. Деятельность ЧНИИ по разработке проблем абазинской лингвистики позволила в 1938 году ввести обучение этому языку в общеобразовательных школах.
Также ЧНИИ занимался вопросами кабардино-черкесского языка. Научный сотрудник ЧНИИ М. Сакиев в соавторстве составил «Черкесско-русский словарь». Научный сотрудник ЧНИИ М. П. Дышеков составил «Грамматику кабардино-черкесского языка для школ 1 и 2 ступени», «Естествознание для школ 1 ступени», был автором учебников чтения и литературных сборников, хрестоматий на кабардино-черкесском языке. Также сотрудники ЧНИИ занимались сбором и подготовкой к публикации
фольклорных материалов.
КНИИ занимался вопросами карачаево-балкарского языка. 20 февраля 1933 года КНИИ получил первую филологическую задачу — создание терминологической комиссии; в дальнейшем важным направлением филологической деятельности сотрудников КНИИ стало совершенствование орфографии карачаево-балкарского языка. С 20 июня 1940 года решением бюро обкома партии КНИИ стал называться Научно-исследовательским институтом языка и литературы, но продолжал осуществлять также и исторические, археологические и фольклорные исследования.
Также ЧНИИ и КНИИ занимались переводами на местные языки партийно-политической, художественной и учебно-методической литературы и подготовкой научных кадров из числа коренных народов для поступления в очные отделения аспирантуры.
В августе 1942 года в ходе Второй мировой войны Черкесск и Микоян-Шахар (ныне Карачаевск) были оккупированы войсками нацистской Германии, вследствие чего ЧНИИ и КНИИ фактически прекратили свое существование и в регионе таких учреждений не существовало до начала 1950-х годов. Кроме того, депортация карачаевцев в 1943 году не позволила карачаевским учёным опубликовать собранные материалы, часть которых была издана лишь в конце 1950-х годов.

### Современный НИИ
В 1957 году, после возвращения карачаевцев из депортации и восстановления Карачаево-Черкесской автономной области, ЧНИИ и КНИИ были объединены в Карачаево-Черкесский научно-исследовательский институт истории, филологии и экономики.
В 1982 году НИИ был присвоен орден «Знак Почёта», после чего он стал именоваться Карачаево-Черкесским ордена «Знак Почёта» научно-исследовательским институтом. В 1993 году он был переименован в Карачаево-Черкесский ордена «Знак Почёта» институт гуманитарных исследований (КЧИГИ). В 2023 году КЧИГИ было присвоено имя Х. Х. Хапсирокова.

## Описание
КЧИГИ является главным государственным научно-исследовательским учреждением гуманитарного профиля в Карачаево-Черкесии. Занимается изучением истории и этнографии, языков, литературы и фольклора, культуры и искусства народов Карачаево-Черкесии. Издаёт национально-русские и русско-национальные словари, а также словари орфографические, топонимические, общественно-политической терминологии, диалектологические справочники и двуязычные разговорники.
По состоянию на 2024 год в КЧИГИ работают 49 научных сотрудников, из них 7 докторов наук и 38 кандидата наук. Имеются отделы истории, этнографии, карачаево-балкарского и ногайского языков, кабардино-черкесского и абазинского языков, литературы и фольклора народов КЧР, социально-политических исследований, искусств народов КЧР. Также действуют научная библиотека и архив, в которых имеются около 30 тысяч единиц хранения.

## Награды
- Орден «Знак Почёта» (21 сентября 1982) — За заслуги в области исторической и филологической науки, развитии просвещения и культуры Карачаево-Черкесской автономной области[5].